# Cerkiew św. Hioba w Brukseli

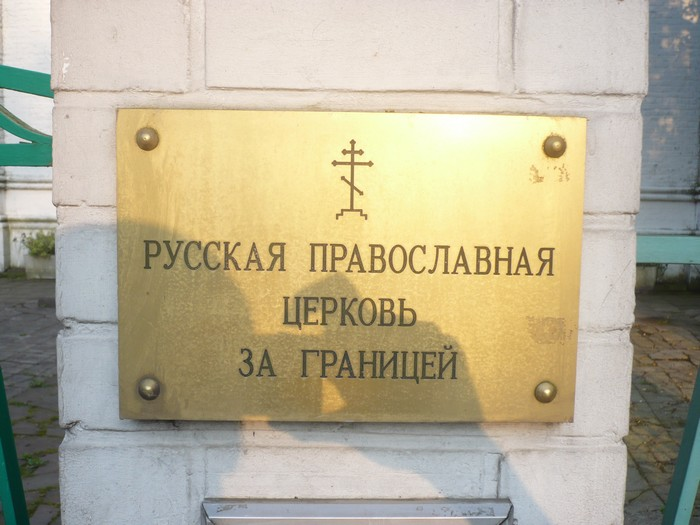

Cerkiew św. Hioba – cerkiew prawosławna w Uccle, przy alei Defré, obecnie w granicach administracyjnych Brukseli. 

## Historia
Cerkiew została wzniesiona z inicjatywy białych emigrantów rosyjskich w celu uczczenia pamięci ofiar rewolucji październikowej z carem Mikołajem II, carycą Aleksandrą Fiodorowną i ich dziećmi na czele. Budynek powstawał od 2 lutego 1936 do 1938, jednak poświęcony został dopiero w 1950. 
Cerkiew jest siedzibą parafii, wchodzącej w skład eparchii brytyjskiej i zachodnioeuropejskiej Rosyjskiego Kościoła Prawosławnego poza granicami Rosji. We wnętrzu świątyni przechowywane są relikwie Krzyża Świętego, a także przedmioty związane z zamordowanymi członkami rodziny carskiej: epolety Mikołaja II, egzemplarz Biblii należący do wielkiego księcia Aleksego Nikołajewicza oraz krzyż Elżbiety Fiodorowny. 
Od 1976 cerkiew posiada dzwonnicę. Nabożeństwa w cerkwi odbywają się w języku cerkiewnosłowiańskim, poza nimi obiekt jest zamknięty.

## Architektura
Budynek jest dokładną repliką cerkwi Przemienienia Pańskiego w Ostrowie, dzielnicy Moskwy. Jest wzniesiony w stylu nowogrodzkim, na planie kwadratu. Wejście do budynku prowadzi przez drzwi bez portalu, z mozaiką z wizerunkiem Chrystusa powyżej wejścia. Całość jest malowana na biało i zwieńczoną pojedynczą cebulastą kopułą z krzyżem prawosławnym wznoszącą się powyżej centrum nawy. Poniżej dachu obiekt zdobią trzy rzędy półkolistych łuków. 
We wnętrzu umieszczone zostały tablice z nazwiskami ofiar rewolucji październikowej i wojny domowej w Rosji, w tym 122 nazwiska kapłanów umieszczone za głównym ołtarzem.